# Nerkedaga
Nerkedaga ist ein Dorf in dem Depapartement Ouo der Provinz Comoé im Südwesten von Burkina Faso. Das Dorf hat eine Population von 409 Einwohnern.